# Liste der Monuments historiques in Retiers
Die Liste der Monuments historiques in Retiers führt die Monuments historiques in der französischen Gemeinde Retiers auf.

## Liste der Bauwerke
| Bezeichnung                 | Beschreibung | Standort | Kennzeichnung | Schutzstatus | Datum | Bild           |
| --------------------------- | ------------ | -------- | ------------- | ------------ | ----- | -------------- |
| Menhir Pierre de Richebourg |              | (Lage)   | PA00090756    | Classé       | 1977  | weitere Bilder |

## Liste der Objekte

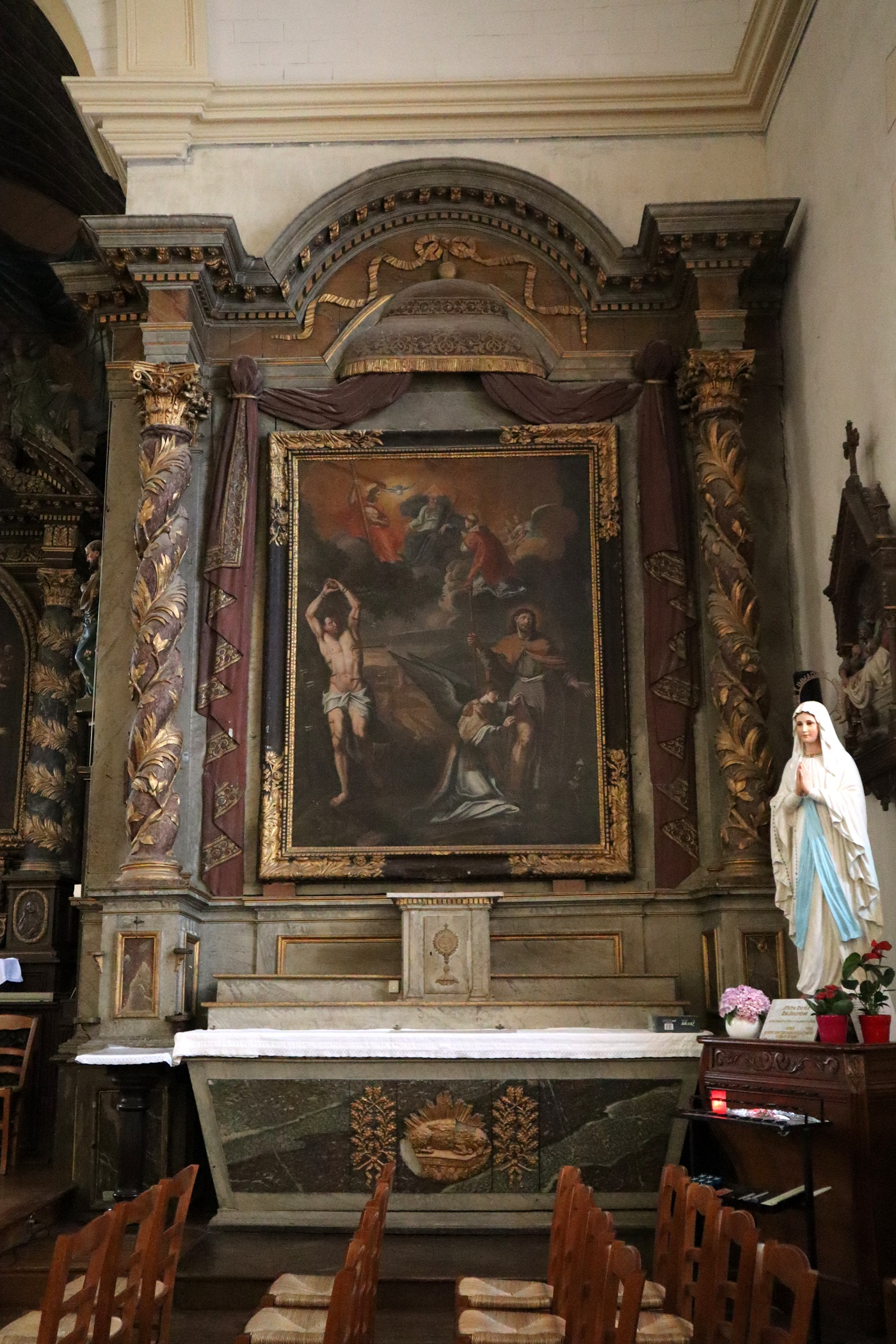
Altar (1678) in der Kirche St-Pierre

- Monuments historiques (Objekte) in Retiers in der Base Palissy des französischen Kultusministeriums